# Барвинок (Волынская область)
Барви́нок (укр. Барвінок) — село в Торчинской поселковой общине Луцкого района Волынской области Украины.
Код КОАТУУ — 0722886602. Население по переписи 2001 года составляет 2 человека. Почтовый индекс — 45610. Телефонный код — 332. Занимает площадь 0,137 км².